# 平野太七
平野 太七（ひらの たしち、慶応2年7月10日〈1866年8月19日〉 - 1922年〈大正11年〉12月15日）は、明治から大正にかけて三重県四日市市を拠点に活動した日本の実業家である。家業の魚問屋を営みつつ電力会社北勢電気（旧・四日市電灯）を設立し、同社の専務取締役または常務取締役を長く務めた。

## 経歴
慶応2年7月10日（新暦：1866年8月19日）、三重県人・小林七郎右衛門の次男として生まれる。旧名は民次郎。1885年（明治18年）3月に先代太七の養子となる形で平野家に入り、1892年（明治25年）1月家を相続の上襲名した。継いだ家業は四日市で約250年続く老舗魚問屋である。なお翌1893年（明治26年）発行の人名録には魚問屋のほか呉服太物商を兼ねるとある。
1896年（明治29年）11月、中村藤助ら7名とともに発起人として四日市に四日市電灯という電力会社を設立した（後の北勢電気）。同社は翌1897年（明治30年）9月に三重県3番目の電気事業者として開業する。その供給区域は初め四日市市内に限られていたが1906年（明治39年）以降徐々に拡大、やがて北勢一帯に広がっていく。平野は初め同社の専務取締役、後に常務取締役（社長九鬼紋七）を務めており、開業以来の社業拡大は平野の手腕によるところが大きいと評された。
実業界での活動の傍ら、1897年10月、市制施行に伴う四日市市会議員選挙に立候補し当選した。ただし1900年（明治33年）10月の半数改選で再選されておらず在任は1期のみである。その後翌1901年（明治34年）10月まで市参事会の構成員たる名誉職市参事会員を務めた。実業界で多忙になると商業会議所議員以外の公職は推薦されても辞退するようになったという。
北勢電気以外の電力業界では、小菅剣之助ら会社関係者と岐阜県・揖斐川水系での電源開発に参画して1912年（大正元年）11月の揖斐川電力（現・イビデン）設立と同時に同社取締役に就任した。揖斐川電力は計画段階では大垣や桑名・四日市方面への電力供給を予定したが、三重県側への供給許可取得に失敗しており、平野は1915年（大正4年）6月に同社取締役にを退いた。鉄道事業にも関係し、菰野の伊藤新十郎らと四日市・菰野間の鉄道（現在の近鉄湯の山線に相当）敷設に奔走、1911年（明治44年）5月、四日市鉄道の設立とともに同社取締役に就く。四日市と津を直結する伊勢鉄道（後の伊勢電気鉄道）の計画にも発起人として参画し、1911年11月の会社設立時に監査役となった。伊勢鉄道では1914年（大正3年）に取締役へ転じ、1918年（大正7年）12月まで在職している。
平野が常務取締役を務める北勢電気は1922年（大正11年）になって名古屋電灯（愛知県）を母体とする大手電力会社東邦電力へと合併され消滅した。合併後の東邦電力の役員には就いていない。同年12月15日、病気療養中のところ死去した。56歳没。四日市鉄道取締役に在職中であった。